# 座狼鱷屬
座狼鱷屬（學名：Wargosuchus）是種已滅絕中真鱷類，屬於波羅鱷科，生存於白堊紀晚期的阿根廷。化石是個破碎的頭骨，發現於內烏肯省的Bajo de La Carpa組，年代為桑托階。模式種是南方座狼鱷（W. australis），是在2008年由奧古斯丁·馬蒂內利（Agustin Martinelli）與Diego Pais命名；種名意為「座狼鱷魚」，以J·R·R·托爾金的作品《魔戒》中的座狼為名。
座狼鱷的模式標本包含：一個部份右前上頜骨與上頜骨，以及部份的顱頂。馬蒂內利與Pais發現座狼鱷有以下特徵：額骨中線有條深溝、嗅球（Olfactory bulb）處有個凹陷、前上頜骨的最後牙齒加大，下頜的對應處有個凹處。座狼鱷有粗壯的顱骨。座狼鱷與諾托鱷、犬齒鱷、少見的洛馬鱷、佩羅鱷生存於相同地區。